# 16450 Messerschmidt
16450 Messerschmidt este un asteroid din centura principală de asteroizi.

## Descriere
16450 Messerschmidt este un asteroid din centura principală de asteroizi. A fost descoperit pe 26 septembrie 1989 la Observatorul La Silla de Eric Walter Elst. Asteroidul prezintă o orbită caracterizată de o semiaxă mare de 3,22 ua, o excentricitate de 0,09 și o înclinație de 5,9° în raport cu ecliptica.